# Донненайм
Доннена́йм (фр. Donnenheim) — коммуна на северо-востоке Франции в регионе Гранд-Эст (бывший Эльзас — Шампань — Арденны — Лотарингия), департамент Нижний Рейн, округ Агно-Висамбур, кантон Брюмат. До марта 2015 коммуна в составе кантона Брюмат административно входила в состав упразднённого округа Страсбур-Кампань.
Площадь коммуны — 3,76 км², население — 257 человек (2006) с тенденцией к росту: 268 человек (2013), плотность населения — 71,3 чел/км².

## Население
Население коммуны в 2011 году составляло 253 человека, в 2012 году — 260 человек, а в 2013-м — 268 человек.
| 1962 | 1968 | 1975 | 1982 | 1990 | 1999 | 2006 | 2008 | 2011 | 2012 | 2013 |
| ---- | ---- | ---- | ---- | ---- | ---- | ---- | ---- | ---- | ---- | ---- |
| 125  | 112  | 146  | 188  | 248  | 217  | 257  | 259  | 253  | 260  | 268  |

Динамика населения:

## Экономика
В 2010 году из 175 человек трудоспособного возраста (от 15 до 64 лет) 131 были экономически активными, 44 — неактивными (показатель активности 74,9 %, в 1999 году — 73,7 %). Из 131 активных трудоспособных жителей работали 127 человек (68 мужчин и 59 женщин), 4 числились безработными (1 мужчина и 3 женщины). Среди 44 трудоспособных неактивных граждан 21 были учениками либо студентами, 16 — пенсионерами, а ещё 7 — были неактивны в силу других причин.